# Ikonologi
Ikonologi (mer känt som ikonografi), grekiska εικών och λόγος vilket ungefär betyder bildlära, är en del av en tolkningsmodell för att undersöka ett konstverks allmänna betydelse, sett i ett historiskt och kulturellt sammanhang. Termen introducerades av den tyske konsthistorikern Aby Warburg år 1892 och utvecklades av Erwin Panofsky år 1939.
Erwin Panofsky använde termen som benämning på det tredje och sista skedet i sin konstvetenskapliga tolkningsmodell. Föremål och detaljer som under det föregående ikonografiska skedet identifierats och vars betydelse definierats kopplas nu ihop och sätts i ett sammanhang som även inbegriper rådande traditioner och kulturell praxis samt samhälleliga fenomen. Genom att praktisera denna metod strävade Panofsky efter att kunna avkoda ett konstverks mening i sin helhet.
Denna metod ifrågasätts av senare forskartradition av flera anledningar. Det oskyldiga ögat som förutsätts under första inledande skedet har utsatts för mycket kritik såväl som hela strävan att utreda en ursprunglig mening. Ikonologi används idag främst för att utreda ett verks allegoriska och symboliska innehåll.
Den svenska konstvetaren Madeleine von Heland använde termen cinologi för filmkonstens motsvarighet till ikonologi (och cinografi för ikonografi), men det språkbruket tycks inte ha spridit sig.